# گویش لومبارد غربی
لومبارد غربی یکی از دو گویش مهم زبان لومبارد است که در مناطق گسترده‌ای در کشور ایتالیا بدان تکلم میشود.شمار اندکی از گویشوران این زبان نیز در کشور سوییس بسر میبرند.شمار دقیق متکلمین این زبان مشخص نیست.این زبان با زبان لومبارد شرقی نزدیکی فراوان دارد.